# الجائزة الكبرى (فلم 1966)
الجائزة الكبرى (بالإنجليزية: Grand Prix) هو فيلم تم إنتاجه في الولايات المتحدة وصدر في سنة 1966.

## طاقم التمثيل
- جيمس غارنر
- توشيرو ميفوني

## الميزانية والإيرادات
بلغت تكلفة إنتاج الفيلم حوالي 9 ملايين دولار بينما حقق أرباحا تقدر بـ 20,845,016 دولار.

### ترشيحات وجوائز
| السنة | الحدث          | الفئة          | النتيجة |
| ----- | -------------- | -------------- | ------- |
|       | جائزة الأوسكار | أفضل خلط أصوات | فوز     |

## وصلات خارجية
- مقالات تستعمل روابط فنية بلا صلة مع ويكي بيانات

1. ↑  "معلومات عن الجائزة الكبرى (فيلم 1966) على موقع kinopoisk.ru". kinopoisk.ru. مؤرشف من الأصل في 2015-04-18.
2. ↑  "معلومات عن الجائزة الكبرى (فيلم 1966) على موقع allocine.fr". allocine.fr. مؤرشف من الأصل في 2021-05-07.
3. ↑  "معلومات عن الجائزة الكبرى (فيلم 1966) على موقع ssl.ofdb.de". ssl.ofdb.de. مؤرشف من الأصل في 2021-05-01.